# Гришканская волость
Гри́шканская во́лость (латыш. Griškānu pagasts) — одна из двадцати пяти территориальных единиц Резекненского края Латвии. Находится в восточной части края. Граничит с городом Резекне, Веремской, Ленджской, Чернайской, Столеровской и Озолайнской волостями своего края, а также с Цирмской волостью Лудзенского края.
Крупнейшими населёнными пунктами волости являются сёла: Спружева (волостной центр), Янаполе, Грейшкани, Старошчики, Юпатовка и Чачи.
Через Гришканскую волость проходит автомобильная дорога А12 Екабпилс — Резекне — Лудза — Терехово, являющейся частью Европейского маршрута E22, а также региональные автодороги P54 Резекне — Грейшканы и P55 Резекне — Дагда.
По территории волости протекает река Резекне. Из крупных водоёмов — озеро Бижас.

## История
Нынешняя Гришканская волость включает в себя земельные участки до 1949 года входившие в состав Макашенской и Резнской волостей.
В 1945 году в Резнской волости Резекненского уезда был создан Гришканский сельский совет. После отмены в 1949 году волостного деления он входил в состав Резекненского района.
В 1954 году к Гришканскому сельсовету была присоединена территория колхоза «Блазма» Бешаукского сельского совета. В 1963 году — часть территории колхоза «Большевик» Янопольского сельсовета. В том же году часть территории колхоза «Блазма» была присоединена к Ленджскому сельсовету. В 1975 году к Гришканскому сельсовету была присоединена территория ликвидированного Янопольского сельсовета. В 1981 году часть территории Гришканского сельсовета отошла к Ленджскому сельсовету.
В 1990 году Гришканский сельсовет был реорганизован в волость. В 2009 году, по окончании латвийской административно-территориальной реформы, Гришканская волость вошла в состав Резекненского края.